# Pakanh
 (mai 2023).
Si vous disposez d'ouvrages ou d'articles de référence ou si vous connaissez des sites web de qualité traitant du thème abordé ici, merci de compléter l'article en donnant les références utiles à sa vérifiabilité et en les liant à la section « Notes et références ».
Le Pakanh, ou Ayabakan est un dialecte aborigène d'Australie parlé dans la péninsule du cap York, dans l’État du Queensland, et qui a presque disparu aujourd'hui. En 1981, 10 personnes appartenant au peuple Pakanha parlaient encore couramment cette langue.